# Naxos (Sicilien)
Naxos var en grekisk stad på östra Sicilien. Den låg söder om nuvarande Taormina och grundades antingen omkring 760 eller cirka 735 f.Kr. av greker från ön Naxos i Kykladerna i Egeiska havet. Staden förstördes 403 f.Kr. av Syrakusas härskare Dionysios I.